# Tatiana Arango
Tatiana Arango Suaza, (Hispania, Antioquia, Colombia; 22 de noviembre  de 1988) es una actriz y modelo colombiana.

## Biografía
Nació el 22 de noviembre en 1988 en Hispania (Antioquia) a 98 kilómetros de distancia de la ciudad de Medellín, capital antioqueña. Es hija de Luz Helena Suaza y Juan Carlos Arango. Es madre de tres niños (Daniel, Mateo y Salomé). Inició su vida como modelo de fotografía y pasarela pero con el tiempo se inclinó hacia la actuación.
Es actriz de artes escénicas y dramáticas. Ha realizado distintos talleres de actuación en la Academia Charlote en la ciudad de Bogotá.
Sus actores preferidos son Will Smith, Natalie Portman, Teresa Gutiérrez, Ramsés Ramos y Fabio Restrepo. Black Swan, es una de sus películas favoritas y se considera una mujer melómana, entre sus cantantes y agrupaciones favoritos se encuentran ChocQuibTown y Enrique Iglesias.
Le gusta el patinaje y el fútbol, además asegura que de la Liga Águila, le gusta el estilo de Club Atlético Nacional S.A. y el Club Independiente Santa Fe.

## Desafío
Esta antioqueña fue participante en el Desafío, uno de los reality shows de televisión más importantes en Colombia, producido por Caracol Televisión. Su primera aparición en este programa fue en Desafío 2011: La lucha de las regiones, la piedra sagrada en República Dominicana. Allí alcanzó el privilegio de ser la tercera finalista. Cuatro años después regresó al programa pero esta vez en el Desafío 2015: India, la reencarnación, Lamentablemente una serie de discusiones con sus compañeros hicieron que tomara la decisión de renunciar al programa a pesar de su buen rendimiento en la competición.

## Filmografía

### Televisión
| Año       | Título                             | Personaje          | Canal              |
| --------- | ---------------------------------- | ------------------ | ------------------ |
| 2022      | Arelys Henao: canto para no llorar | Sofía              | Caracol Televisión |
| 2016-2017 | Cuando vivas conmigo               |                    | Caracol Televisión |
| 2015-2016 | Anónima                            | Jessica Lozano     | Canal RCN          |
| 2013-2014 | La selección                       | Magnolia Echeverry | Caracol Televisión |
| 2013      | Rafael Orozco, el ídolo            |                    | Caracol Televisión |
| 2013      | Tu voz estéreo                     |                    | Caracol Televisión |
| 2012      | Entérese                           |                    | Canal RCN          |

## Reality
| Año  | Título                                                    | Rol          | Nota               |
| ---- | --------------------------------------------------------- | ------------ | ------------------ |
| 2015 | Desafió 2015: India, la reencarnación                     | Participante | Caracol Televisión |
| 2011 | Desafió 2011: La lucha de las regiones, la piedra sagrada | Participante | Caracol Televisión |

## Teatro
- El Reino de la Felicidad, con Miguel Rodríguez (2011)
- Intimas, con Raúl Wiesner (2011)
- La Caravana de Gardel,[7] dirigida por Carlos Palau

## Premios y reconocimientos
Fue nominada a 'Mejor Cola TVyNovelas' en 2014.